# Atletism la Jocurile Olimpice de vară din 2024 - Aruncarea discului (masculin)
Proba de atletism aruncarea discului masculin de la Jocurile Olimpice de vară din 2024 a avut loc în perioada 5 - 7 august 2024 pe Stade de France.

## Recorduri
Înaintea acestei competiții, recordurile mondiale și olimpice erau următoarele:
| Record           | Atlet                   | Timp    | Loc                   | Data            |
| ---------------- | ----------------------- | ------- | --------------------- | --------------- |
| Recordul mondial | Mykolas Alekna (LTU)    | 74,35 m | Ramona, Statele Unite | 14 aprilie 2024 |
| Recordul olimpic | Virgilijus Alekna (LTU) | 69,89 m | Atena, Grecia         | 23 august 2004  |

## Program
Orele sunt ora Franței (UTC+1) 
| Data                    | Oră   | Etapă      |
| ----------------------- | ----- | ---------- |
| Luni, 5 august 2024     | 10:10 | Calificări |
| Miercuri, 7 august 2024 | 20:25 | Finala     |

## Rezultate

### Calificări
S-au calificat în finală cei care au reușit o aruncare de cel puțin 66,00 m (C) sau atleții cu cele mai bune 12 rezultate (c).
| Loc | Grupă | Atlet               | Țară                       | 1     | 2     | 3     | Distanță | Note |
| --- | ----- | ------------------- | -------------------------- | ----- | ----- | ----- | -------- | ---- |
| 1   | A     | Mykolas Alekna      | Lituania                   | x     | 67,47 |       | 67,47    | C    |
| 2   | A     | Matthew Denny       | Australia                  | 64,27 | 66,83 |       | 66,83    | C    |
| 3   | A     | Lukas Weißhaidinger | Austria                    | 66,72 |       |       | 66,72    | C    |
| 4   | B     | Clemens Prüfer      | Germania                   | 66,36 |       |       | 66,36    | C    |
| 5   | A     | Traves Smikle       | Jamaica                    | 59,18 | 65,91 |       | 65,91    | c    |
| 6   | B     | Roje Stona          | Jamaica                    | x     | 65,32 | 63,30 | 65,32    | c    |
| 7   | A     | Ralford Mullings    | Jamaica                    | 65,18 | x     | x     | 65,18    | c    |
| 8   | A     | Daniel Ståhl        | Suedia                     | 65,16 | 63,36 | 63,98 | 65,16    | c    |
| 9   | B     | Kristjan Čeh        | Slovenia                   | x     | 64,80 | 64,56 | 64,80    | c    |
| 10  | B     | Andrius Gudžius     | Lituania                   | 60,83 | 64,07 |       | 64,07    | c    |
| 11  | B     | Alin Firfirică      | România                    | 61,98 | x     | 63,66 | 63,66    | c    |
| 12  | B     | Alex Rose           | Samoa                      | 62,88 | x     | 60,94 | 62,88    | c    |
| 13  | B     | Connor Bell         | Noua Zeelandă              | 59,76 | 62,88 | x     | 62,88    |      |
| 14  | A     | Sam Mattis          | Statele Unite ale Americii | 62,66 | x     | x     | 62,66    |      |
| 15  | B     | Philip Milanov      | Belgia                     | 60,28 | x     | 62,44 | 62,44    |      |
| 16  | A     | Martin Marković     | Croația                    | 61,22 | 62,31 | 61,62 | 62,31    |      |
| 17  | A     | Andrew Evans        | Statele Unite ale Americii | 60,15 | x     | 62,25 | 62,25    |      |
| 18  | A     | Mauricio Ortega     | Columbia                   | x     | 61,65 | 61,97 | 61,97    |      |
| 19  | A     | Lolassonn Djouhan   | Franța                     | 61,93 | 61,72 | x     | 61,93    |      |
| 20  | A     | Nicholas Percy      | Marea Britanie             | 59,87 | 61,81 | 58,89 | 61,81    |      |
| 21  | B     | Miká Sosna          | Germania                   | x     | x     | 61,81 | 61,81    |      |
| 22  | B     | Joseph Brown        | Statele Unite ale Americii | x     | 61,68 | x     | 61,68    |      |
| 23  | A     | Francois Prinsloo   | Africa de Sud              | 51,64 | 61,35 | x     | 61,35    |      |
| 24  | B     | Lawrence Okoye      | Marea Britanie             | 61,17 | 60,40 | x     | 61,17    |      |
| 25  | B     | Juan José Caicedo   | Ecuador                    | 60,99 | 60,44 | x     | 60,99    |      |
| 26  | A     | Mario Díaz          | Cuba                       | 60,05 | 60,92 | 59,63 | 60,92    |      |
| 27  | B     | Victor Hogan        | Africa de Sud              | x     | 60,11 | 60,78 | 60,78    |      |
| 28  | A     | Martynas Alekna     | Lituania                   | 58,34 | 57,53 | 58,66 | 58,66    |      |
| 29  | B     | Tom Reux            | Franța                     | x     | 56,88 | 58,22 | 58,22    |      |
|     | A     | Henrik Janssen      | Germania                   | x     | x     | x     | FR       |      |
|     | B     | Oussama Khennoussi  | Algeria                    | x     | x     | x     | FR       |      |
|     | B     | Claudio Romero      | Chile                      | x     | x     | x     | FR       |      |

### Finala
| Loc | Atlet               | Țară      | 1     | 2     | 3     | 4            | 5            | 6            | Distanță | Note   |
| --- | ------------------- | --------- | ----- | ----- | ----- | ------------ | ------------ | ------------ | -------- | ------ |
| 1   | Rojé Stona          | Jamaica   | 61,66 | 65,20 | 66,16 | 70,00        | x            | x            | 70,00    | RO, PB |
| 2   | Mykolas Alekna      | Lituania  | 68,55 | 69,97 | x     | 68,88        | 68,49        | x            | 69,97    |        |
| 3   | Matthew Denny       | Australia | 66,89 | 69,31 | 68,39 | x            | 69,15        | 66,44        | 69,31    |        |
| 4   | Kristjan Čeh        | Slovenia  | 67,27 | 68,41 | x     | 66,36        | 66,34        | x            | 68,41    |        |
| 5   | Lukas Weißhaidinger | Austria   | 60,02 | 67,54 | 64,52 | x            | 64,43        | x            | 67,54    |        |
| 6   | Clemens Prüfer      | Germania  | 65,79 | 65,58 | 65,58 | 67,41        | x            | x            | 67,41    |        |
| 7   | Daniel Ståhl        | Suedia    | 64,97 | 66,95 | 64,06 | 66,00        | x            | x            | 66,95    |        |
| 8   | Andrius Gudžius     | Lituania  | 66,45 | 65,02 | x     | x            | x            | 66,55        | 66,55    |        |
| 9   | Ralford Mullings    | Jamaica   | 65,61 | x     | x     | nu a avansat | nu a avansat | nu a avansat | 65,61    |        |
| 10  | Traves Smikle       | Jamaica   | 63,77 | 64,11 | 64,97 | nu a avansat | nu a avansat | nu a avansat | 64,97    |        |
| 11  | Alin Firfirică      | România   | 64,45 | 63,00 | 62,84 | nu a avansat | nu a avansat | nu a avansat | 64,45    |        |
| 12  | Alex Rose           | Samoa     | 60,07 | 61,89 | x     | nu a avansat | nu a avansat | nu a avansat | 61,89    |        |